# هيتوشي أوكاموتو
هيتوشي أوكاموتو (باليابانية: 岡本仁志؛ بالكانا: おかもと ひとし) هو موزع موسيقي وعازف قيثارة وملحن ومغن مؤلف ياباني، ولد في 12 يونيو 1976 في كيوتو في اليابان.

## وصلات خارجية
- الموقع الرسمي
- هيتوشي أوكاموتو على موقع ميوزك برينز (الإنجليزية)
- هيتوشي أوكاموتو على موقع ميوزك برينز (الإنجليزية)